# Gomesa varicosa
La  Gomesa varicosa  es una especie de orquídea del género de las Oncidium también llamada Dama danzante. es originario de Sudamérica. 

## Descripción
El Gomesa varicosa es una orquídea epífita y ocasionalmente litófita con pseudobulbos ovoides aplastados lateralmente de los que salen apicalmente dos hojas coriáceas estrechas oblongo linguladas, las basales curvadas o péndulas.
En su centro emergen dos varas florales de numerosas y diminutas flores. Florecen en primavera y en otoño.
Posee un  tallo floral paniculado.

Flores en racimo mediano de muchas flores de tamaño pequeño, de color amarillo con mancha marrón en la parte superior del lábelo.   

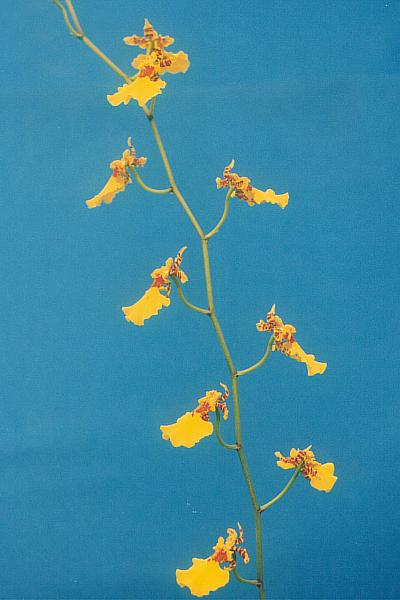
Oncidium varicosum vara floral

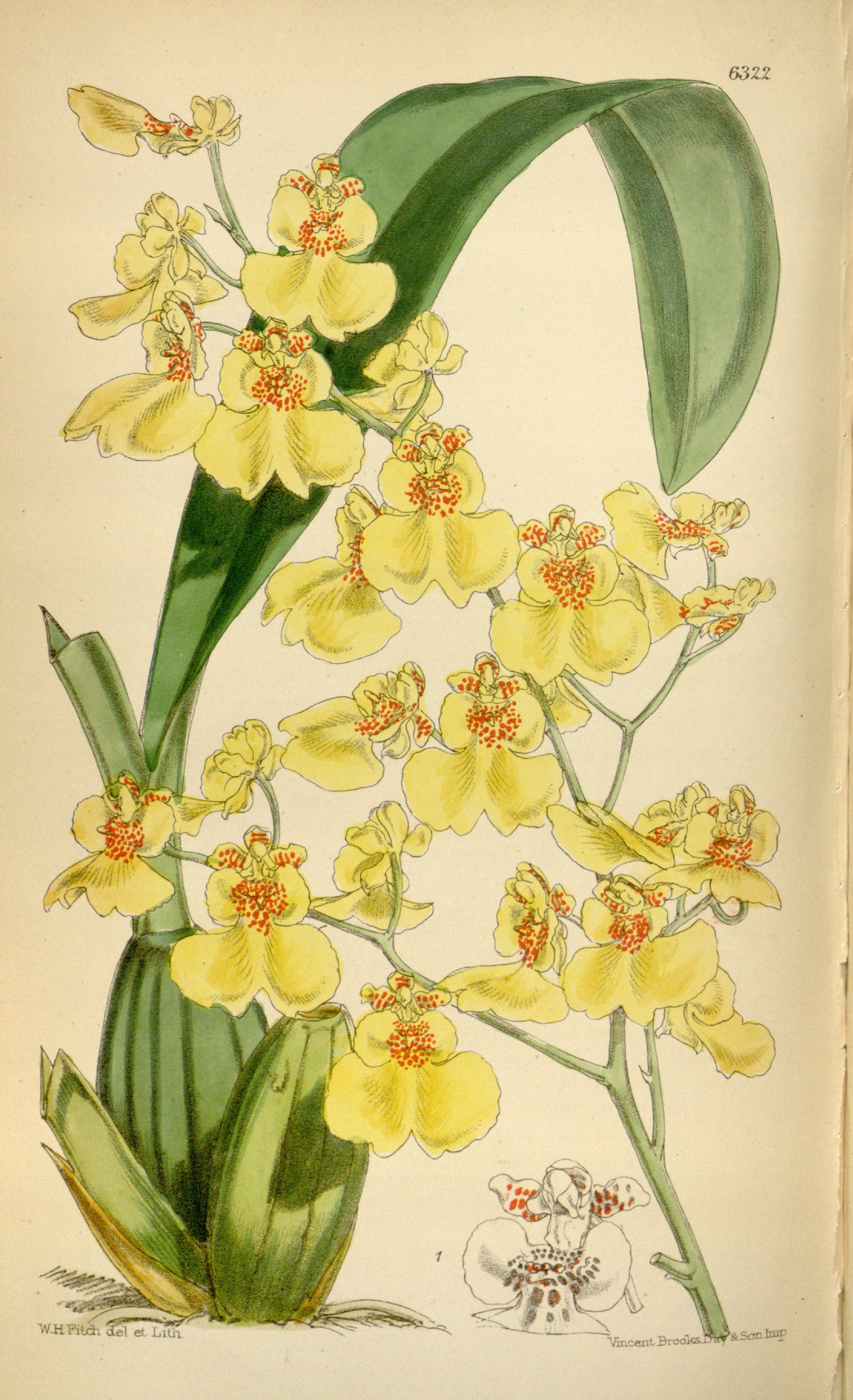
Ilustración

## Hábitat
Esta especie es oriunda de Brasil, Paraguay y Norte de Argentina. Esta Orquídea se desarrolla sobre árboles. Zona de clima húmedo de baja montaña alturas de 1200 a 1800 metros. 

## Cultivo
Tiene preferencia de mucha claridad o con sombra moderada. Para cultivar se debe plantar en un tronco con la base recta no muy largo, para que se pueda mantener en pie y se coloca la orquídea atada a un costado de este.

Se pueden poner en el exterior como los Cymbidium para forzar la floración. En invierno mantenerle el sustrato seco con pocos riegos. 
Florecen en otoño y en primavera.

## Taxonomía
Gomesa varicosa fue descrita por  (Lindl.) M.W.Chase & N.H.Williams  y publicado en Ann. Bot. (Oxford) 104: 398 2009.
Etimología
Gomesa: nombre genérico que fue otorgado en honor al botánico portugués Bernardino Antonio Gomes.
varicosum: epíteto latíno que significa "Venas varicosas".
Sinonimia
- Ampliglossum varicosum (Lindl.) Campacci
- Coppensia varicosa (Lindl.) Campacci
- Oncidium euxanthinum Rchb.f.
- Oncidium geraense Barb.Rodr.
- Oncidium lunaeanum auct.
- Oncidium rogersii Bateman
- Oncidium varicosum Lindl.
- Oncidium vexillarium (Rchb.f. ex Kraenzl.) Königer
- Oncidium vexillarium Rchb. f.[3][4][5]